# Ixora peculiaris
Ixora peculiaris är en måreväxtart som beskrevs av De Block. Ixora peculiaris ingår i släktet Ixora och familjen måreväxter. Inga underarter finns listade i Catalogue of Life.